# Selo das Marianas Setentrionais
O selo das Marianas Setentrionais é inspirado nas Nações Unidas, pois as Marianas Setentrionais foram em tempos um protectorado da ONU. Ao campo azul, é sobreposta uma estrela branca e uma pedra latte, símbolo basilar do povo Chamorro. Em 1981 foi adicionada uma grinalda (mwarmwar) que simboliza o elo das ilhas ao seu sagrado passado.